# Segersjö, Botkyrka kommun
Segersjö är ett område i Tumba i Botkyrka kommun, på en höjd mellan Tumba i öster och Uttran i väster. Det ingår i tätorten Tumba, och består mestadels av trevåningshus byggda på 1950-talet, omgivna av villakvarter. Segersjö tillhör postorten Uttran.
Segersjö började byggas 1949, då Botkyrka kommun inledde bygget av de första flerbostadshusen i området. De första husen var trevåningshus utan hiss, men 1957 stod ett åttavåningshus klart på Kyrkvärdsvägen. 2007 byggdes ytterligare ett punkthus på Kyrkvärdsvägen.
I Segersjö ligger idrottsplatsen Rödstu hage. Tumba Folkets hus samt Segersjöparken ligger också här. I väster ligger två mindre sjöar, Kvarnsjön och Segersjön.

## Galleri

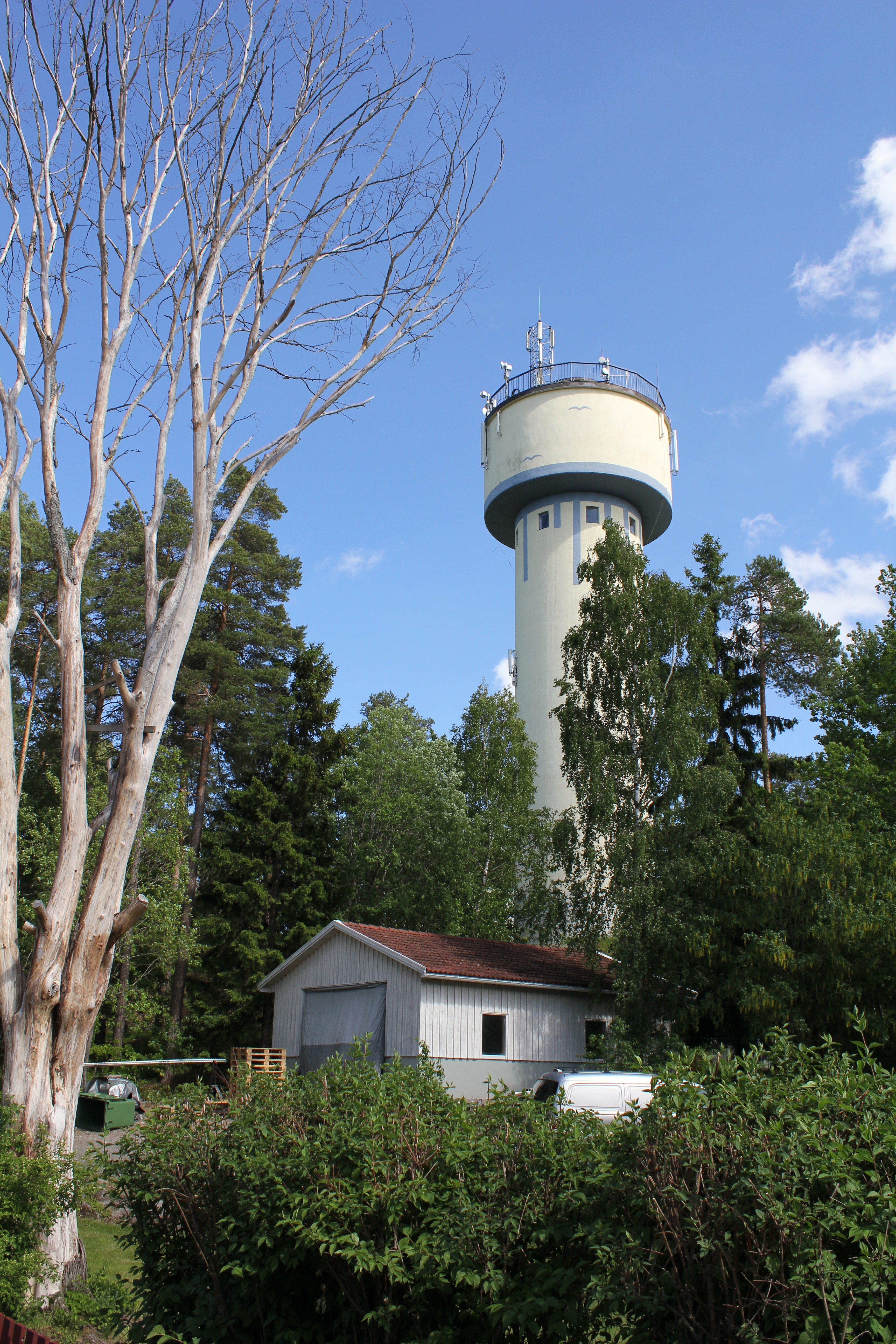
Vattentornet i Segersjö
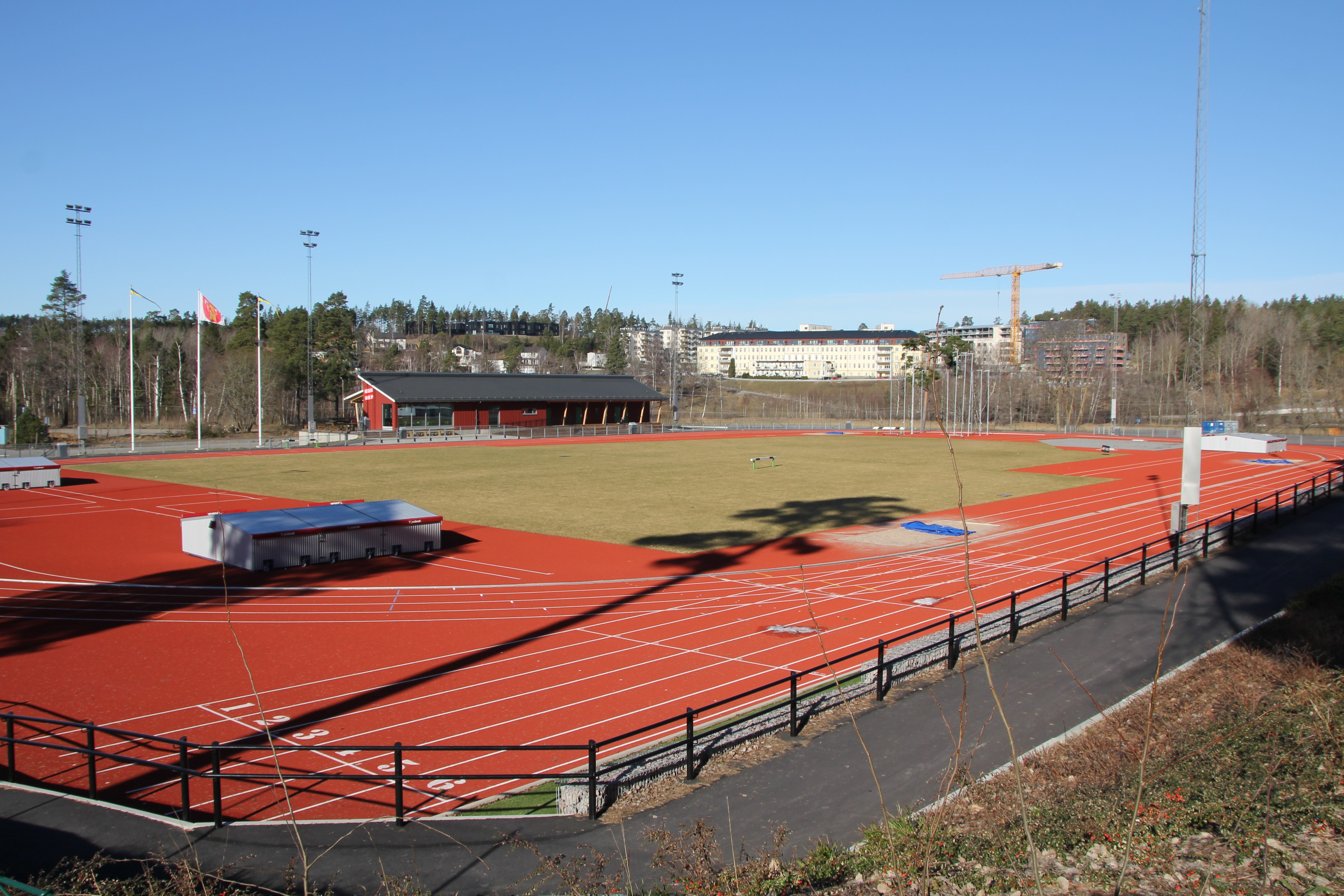
Rödstu hage
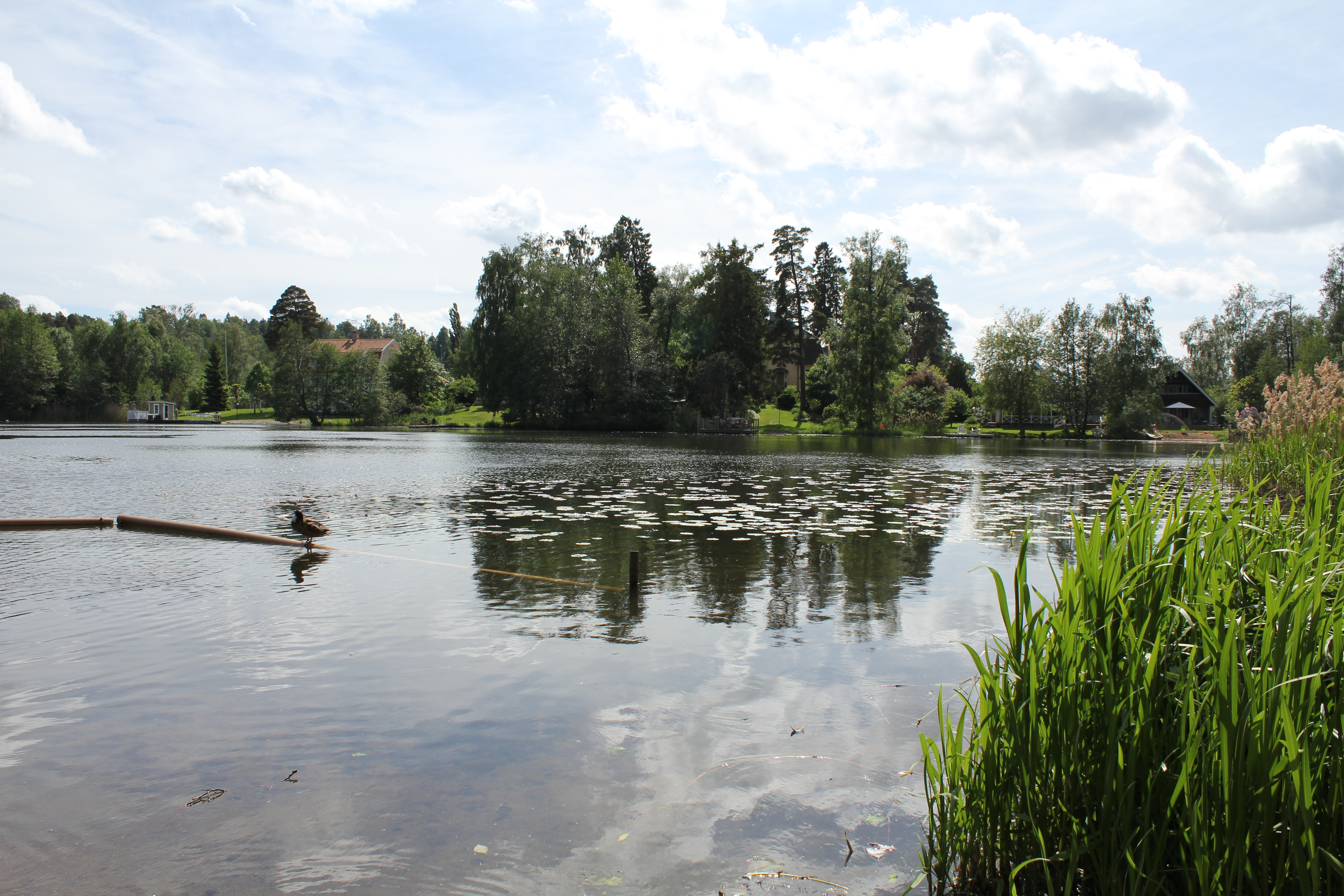
Segersjön, vy från Segersjö mot Uttran
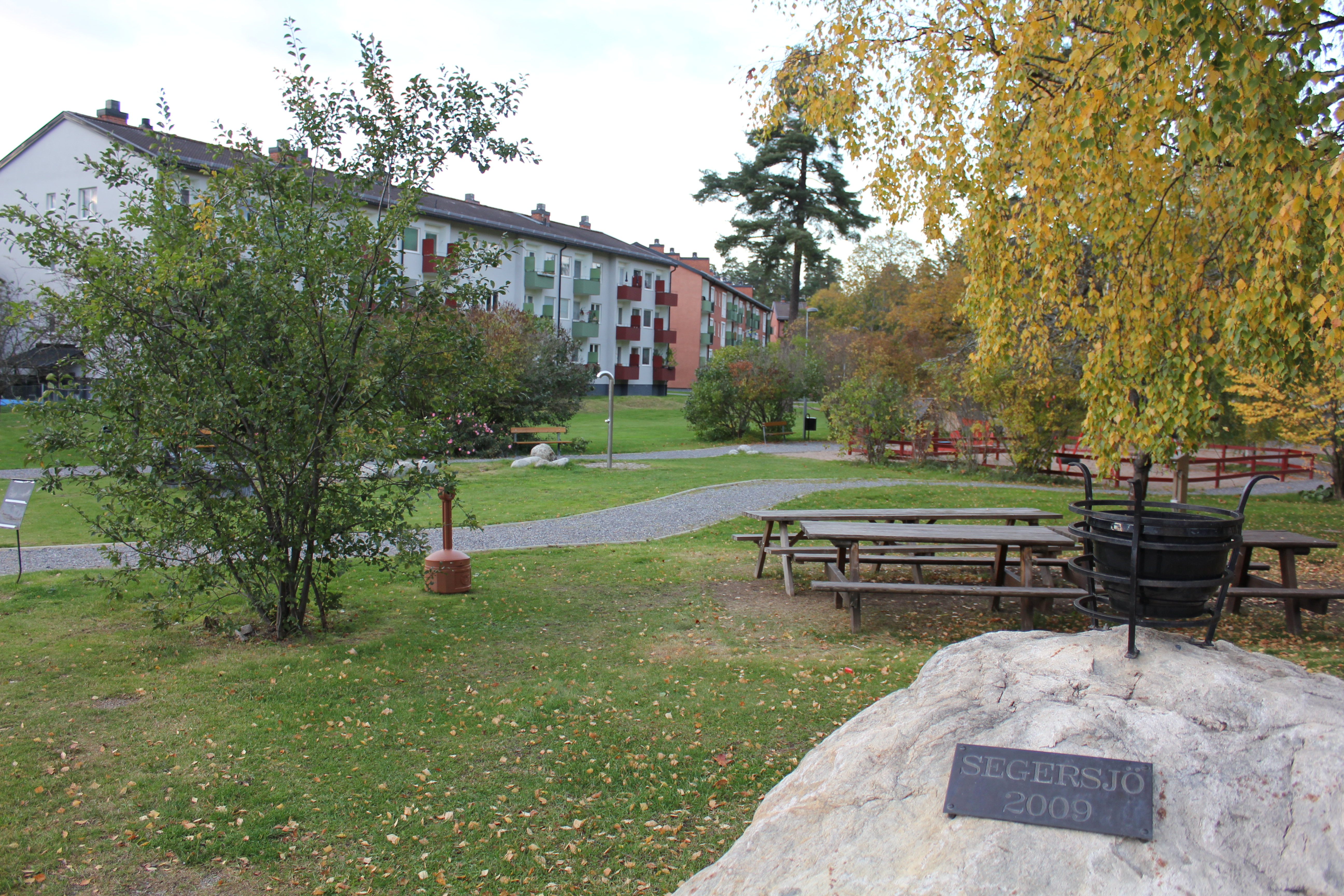
Segersjöparken